# Sanne Vloet

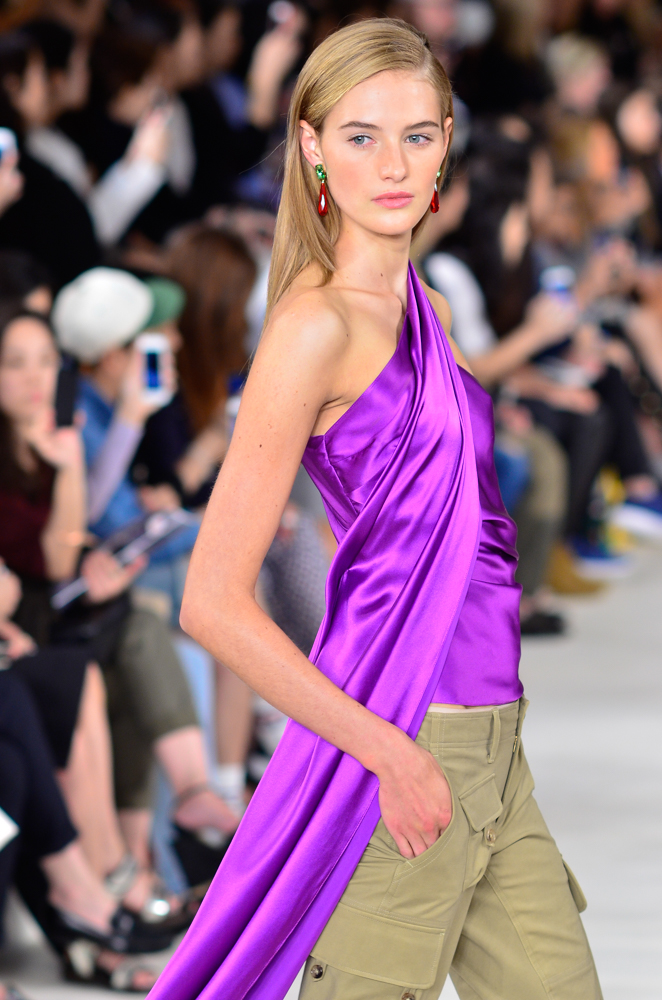
Sanne Vloet

Sanne Vloet (* 10. März 1995 in Winterthur, Schweiz) ist ein niederländisches Model.
Sanne Vloet wurde in der Schweiz geboren und kam in jungen Jahren mit ihren Eltern zurück in die Niederlande. Im Alter von 14 Jahren wurde sie von einem Model-Agenten entdeckt. Um 2014 begannen regelmäßige Model-Aktivitäten. So lief sie bei internationalen Modenschauen unter anderem für Chanel, Tom Ford oder DKNY. Als Covergirl war sie auf der niederländischen Elle und der schweizerischen Faces zu sehen. Von 2015 bis 2017 lief sie bei den Victoria’s Secret Fashion Shows.